# Хорейшио Кейн
Хорейшио Кейн (на английски: Horatio Caine) (роден на 7 април 1960 г.) е измислен персонаж и главното действащо лице в сериала „От местопрестъплението: Маями“, чиято роля се изпълнява от Дейвид Карузо. Лейтенант е в полицейското управление на Маями и оглавява лабораторията по криминалистика. В българския дублаж се озвучава от Васил Бинев, също в частта на седми епизод от шести сезон на „От местопрестъплението: Ню Йорк“, която показва какво се е случило, както и в дублажа на Андарта Студио на първата му хронологическа поява в 22 епизод от втори сезон на „От местопрестъплението“. Озвучава се от Николай Николов в дублажа на Арс Диджитал Студио на 22 епизод от втори сезон на „От местопрестъплението“. Георги Георгиев – Гого го озвучава в седми епизод от втори сезон на „От местопрестъплението: Ню Йорк“.